# ARKAT
Der Verband der Arbeitsgemeinschaften der Helfer in den Regieeinheiten und -einrichtungen des Katastrophenschutzes in der Bundesrepublik Deutschland e. V. (ARKAT) ist eine Spitzenorganisation des deutschen Bevölkerungsschutzes. Er vertritt die Regieeinheiten, also die Katastrophenschutzeinheiten in unmittelbarer Trägerschaft der Landkreise, kreisfreien Städte und Länder, und die in den Regieeinheiten engagierten Einsatzkräfte.

## Aufgaben
Satzungsgemäße Aufgaben sind die beratende Mitwirkung an der Gesetzgebung im Bereich des Bevölkerungsschutzes, die Förderung der Ausbildung und der Zusammenarbeit der Einsatzkräfte sowie die Öffentlichkeitsarbeit für die Regieeinheiten.

## Organisation
ARKAT besteht aus einem Bundesverband (ARKAT-Bund) sowie mehreren Landesverbänden in einzelnen Bundesländern. Eine persönliche Mitgliedschaft war zunächst nur in einem Landesverband möglich. Mitglieder des Bundesverbands waren die Landesverbände. Sitz ist Bonn, die Geschäftsstelle befindet sich in Braunschweig.
Seit dem Jahr 2016 ist eine unmittelbare Mitgliedschaft im Bundesverband möglich, sodass auch Personen und Organisationen aus Ländern, in denen kein Landesverband existiert, ARKAT beitreten können. In den Ländern wurden Landesbeauftragte eingerichtet.
Vorsitzender ist seit 2023 der Physiker Oliver Meisenberg. Er folgte dem verstorbenen Klaus-Dieter Kühn nach.

## Geschichte
Landesverbände als Interessenvertretungen der Regieeinheiten wurden in den 1970er bis 1990er Jahre gegründet, als erstes in Baden-Württemberg 1974. Als Dachorganisation über die Landesverbände wurde 1985 der ARKAT-Bundesverband eingerichtet. Im Gesetz über die Erweiterung des Katastrophenschutzes von 1990 wurde er als Spitzenorganisation des Katastrophenschutzes anerkannt. Die Neuorganisation des Katastrophenschutzes Mitte der 1990er-Jahre begleitete ARKAT durch die Organisation von Fachtagungen.
Landesverbände bestehen oder bestanden in Baden-Württemberg, Bayern, Brandenburg, Niedersachsen, Nordrhein-Westfalen, Rheinland-Pfalz, dem Saarland und in Schleswig-Holstein.
Im vierteljährlich erscheinenden Magazin Bevölkerungsschutz des Bundesamts für Bevölkerungsschutz und Katastrophenhilfe stellt der Verein die eigene Arbeit sowie die seiner Mitglieder vor. Ein Vertreter der ARKAT ist Mitglied der Jury des Förderpreises Helfende Hand des Bundesamts für Bevölkerungsschutz und Katastrophenhilfe.